# Championnats de France de patinage artistique 1962
Navigation
Championnats de France 1961 Championnats de France 1963
Les championnats de France de patinage artistique 1962 ont eu lieu du 10 au 12 janvier 1962 à la patinoire olympique de Boulogne-Billancourt pour 4 épreuves : simple messieurs, simple dames, couple artistique et danse sur glace.

## Faits marquants
- Jean-Paul Guhel devient champion de France de danse sur glace pour la 9e fois consécutive. Il a obtenu tous ces titres avec ses deux partenaires, Fanny Besson entre 1954 et 1957 et Christiane Elien entre 1958 et 1962.

## Podiums
| Épreuves                            | Or                                     | Argent                       | Bronze                                       |
| Messieurs résultats détaillés       | Alain Calmat                           | Robert Dureville             | Alain Trouillet                              |
| Dames résultats détaillés           | Nicole Hassler                         | Danièle Giraud               | Laurence Berjoan                             |
| Couples résultats détaillés         | Micheline Joubert / Philippe Pélissier | -                            | -                                            |
| Danse sur glace résultats détaillés | Christiane Elien / Jean-Paul Guhel     | Armelle Flichy / Pierre Brun | Ghislaine Bertrand-Houdas / Francis Gamichon |

## Détails des compétitions
(Détails des compétitions encore à compléter)

### Messieurs
| Rang | Nom              | Fig. impo. | Prog. libre |
| ---- | ---------------- | ---------- | ----------- |
| 1    | Alain Calmat     |            |             |
| 2    | Robert Dureville |            |             |
| 3    | Alain Trouillet  |            |             |
| ...  |                  |            |             |

### Dames
| Rang | Nom              | Fig. impo. | Prog. libre |
| ---- | ---------------- | ---------- | ----------- |
| 1    | Nicole Hassler   | 1          | 1           |
| 2    | Danièle Giraud   | 2          | 2           |
| 3    | Laurence Berjoan | 3          | 3           |
| ...  |                  |            |             |

### Couples
| Rang | Nom                                    | Fig. impo. | Prog. libre |
| ---- | -------------------------------------- | ---------- | ----------- |
| 1    | Micheline Joubert / Philippe Pélissier | 1          | 1           |

### Danse sur glace
| Rang | Nom                                 | Danses imposées | Danse libre |
| ---- | ----------------------------------- | --------------- | ----------- |
| 1    | Christiane Elien / Jean-Paul Guhel  |                 |             |
| 2    | Armelle Flichy / Pierre Brun        |                 |             |
| 3    | Ghislaine Houdas / Francis Gamichon |                 |             |
| ...  |                                     |                 |             |

## Sources
- Le livre d'or du patinage d'Alain Billouin, édition Solar, 1999
- (en) « The French Championships », sur usfsa.xmlmanager.qg.com